# كركدن أسود
الكركدن الأسود أو وحيد القرن الأسود (الاسم العلمي: Diceros bicornis) هو حيوان ثديي من فصيلة الكركدنيات ومن طائفة الثديات يعيش في جنوب أفريقيا. يبلغ طول رأسه وجسمه حوالي 4 أمتار وارتفاع كتفه يبلغ 180 سنتمتر ويزن حوالي 3500 كلغ تقريباً. يألف المناطق المزروعة بالشجيرات والأراضي الجرداء والمناطق الحرجية المكشوفة ويتمتع بحاستي شم وسمع قويتين ونظر ضعيف. تعيش الذكور منعزلة بينما تصطحب الأنثى صغارها تلد الأنثى مرة كل ثلاث سنوات تدوم فترة الحمل حوالي 18 شهراً تضع بعدها صغيراً واحداً في أغلب الأحيان.